# Федеральный совет (Австрия)
Федеральный совет (нем. Bundesrat — бу́ндесрат) — верхняя палата Федерального собрания, парламента Австрийской Республики.
В верхней палате Австрии 61 место. Депутаты избираются парламентами (ландтагами) земель Австрии. Земли представлены разным количеством депутатов (от трёx до 12-ти) в зависимости от численности населения земли федерации.
Срок полномочий депутата Федерального совета (бундесрата) — 4 или 6 лет в зависимости от срока полномочий избравшего их парламента земли (ландтага).

## Состав Федерального совета

### В 2005 году
- Австрийская народная партия (Österreichische Volkspartei) — 26 депутатов;
- Социал-демократическая партия Австрии (Sozialdemokratische Partei Österreichs) — 29;
- Австрийская партия свободы (Freiheitliche Partei Österreichs) — 3 (по результатам выборов; в апреле 2005, с образованием Альянса за будущее Австрии, фракция раскололась);
- «Зелёные» (Die Grünen — Die Grüne Alternative (Grüne)) — 4;

### В октябре 2010 года
- Австрийская народная партия (Österreichische Volkspartei) — 27 депутатов;
- Социал-демократическая партия Австрии (Sozialdemokratische Partei Österreichs) — 22;
- Австрийская партия свободы (Freiheitliche Partei Österreichs) — 7
- «Зелёные» (Die Grünen — Die Grüne Alternative (Grüne)) — 3;
- (Die Liste Fritz Dinkhauser (FRITZ)) — 1
- (Die Freiheitlichen in Kärnten (FPK)) — 2

### В апреле 2019 года
- Австрийская народная партия (Österreichische Volkspartei) — 22 депутатов;
- Социал-демократическая партия Австрии (Sozialdemokratische Partei Österreichs) — 21;
- Австрийская партия свободы (Freiheitliche Partei Österreichs) — 16
- Беспартийные — 2